# Novo selo (distrikt i Veliko Tărnovo)
Novo selo (bulgariska: Ново село) är ett distrikt i Bulgarien.   Det ligger i kommunen Obsjtina Veliko Tărnovo och regionen Veliko Tărnovo, i den centrala delen av landet, 170 km öster om huvudstaden Sofia.